# Diversidoris crocea
Espèce
Diversidoris crocea est une espèce de nudibranches de la famille des Chromodorididae et du genre Diversidoris.

## Répartition
Cette espèce se rencontre dans l'Ouest du Pacifique. Elle peut notamment être observée à Taïwan, aux Philippines, en Nouvelle-Calédonie et en Australie.

## Description

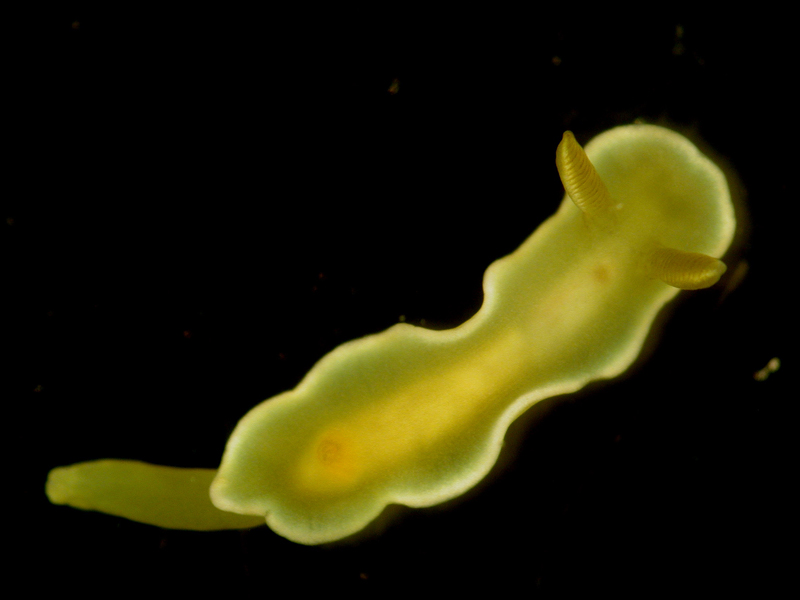
Diversidoris crocea

La couleur de l'animal est jaune.

## Publication originale
- Rudman, W. B. 1986. The Chromodorididae (Ophistobranchia: Mollusca) of the Indo-West Pacific: Noumea flava color group. Zoological Journal of the Linnean Society, 88: 307-404 [382].

## Taxonomie
Cette espèce a été nommée par le zoologiste australien William B. Rudman en 1986 sous le protonyme Noumea crocea et transférée dans le genre Diversidoris.